# Olijfgroene camaroptera
De olijfgroene camaroptera (Camaroptera chloronota) is een zangvogel uit de familie Cisticolidae.

## Verspreiding en leefgebied
Deze soort komt voor in westelijk en centraal Afrika en telt vijf ondersoorten:
- C. c. kelsalli: van Senegal tot Ghana.
- C. c. chloronota: van Togo tot Kameroen, Gabon en Congo-Brazzaville.
- C. c. granti: Bioko.
- C. c. kamitugaensis: oostelijk Congo-Kinshasa.
- C. c. toroensis: van de Centraal-Afrikaanse Republiek en centraal Congo-Kinshasa tot zuidwestelijk Kenia en noordwestelijk Tanzania.